# ذوي منيع
ذوي منيع هي إحدى قبائل بني هلال العربية.

## نسبها
يرجع نسب القبيلة إلى الحاج عبد الكريم (منيع) بن امحمد بن إبراهيم المعقلي من بني مغيث بن محمد بن الغريب بن الحارث بن عامر بن مالك بن زغبة بن أبو ربيعة بن نهيك بن هلال بن عامر بن صعصعة بن معاوية بن بكر بن هوازن بن منصور بن عكرمة بن خصفة بن قيس عيلان بن مضر بن نزار بن معد بن عدنان
كان للحاج عبد الكريم الخلف من ثلاث أبناء هم سليمان، بوعنان وبلقيز وكان له من سليمان ثلاث أحفاد هم يوسف، جلول وإدريس. ومن هؤلاء نشأت الأخماس وهي أولاد بوعنان، أولاد بلقيز، أولاد يوسف، أولاد جلول والأدارسة.

## تاريخها
قدومهم إلى المغرب
أستوطن الحاج عبد الكريم بن امحمد وأبنائه الخمسة ونفر من قبيلته مدينة سجلماسة أثناء التغريبة الهلالية، اشتغلوا بالتجارة والنقل بالقوافل من والي سجلماسة بالإضافة إلى التكفل بنقل الحجيج المغاربة سنويا لأداء فريضة الحج بحكم أن المدينة كانت ملتقى للحجيج ونقطة الانطلاق.
في إحدى رحلات الحج خلال القرن 13 ميلادي مرت قافلة الحاج عبد الكريم بن امحمد بجبل رضوى بينبع النخيل بالحجاز، أين كانت تستقر عائلة الشريف قاسم بن محمد بن أبي القاسم والتي لا يسمح لأفرادها بمغادرة البلاد خشية أن يلتف حولها الناس فينازعوا في الحكم. طلب أهل «سجلماسة» من الشريف قاسم أن يوفد معهم أحد أبنائه للتبرك به تيمنا بنسبه الشريف، فلم يجب طلبهم لكنه وعدهم خلال موسم الحج المقبل. 
أوفى الشريف قاسم وعده في الموسم الموالي وأوفد أصغر أبنائه وهو الحسن بن قاسم. منذ مغادرة القافلة ينبع إضطر أفرادها إلى التستر على الشريف الحسن خشيتاً عليه من المتربصين وذلك حتى وصولها تخوم أرض إفريقية حيث كان خبر اختفاء الشريف الحسن قد بلغ فعزمت السلطات على تعقب أثار القافلة التي يوجد بها وإرجاعه إلى موطنه مع ما يترتب عن ذلك من عقاب له ولأصحاب فكرة استقدامه معهم إلى أرض المغرب. 
أركب الحاج عبد الكريم بن امحمد الملقب بصاحب الجمال الشريف الحسن جملا سريعا وتقدم به عن القافلة هربا إلى الأمام سالكا طريقا غير التي تسلكها عادة القوافل إلى أن وصلا إلى رأس العرك وهو ما يعرف الآن بكثبان الرمل بمرزوكة شرق مدينة الريصاني.
هنا قال الشريف الحسن مشيراً إلى الحاج عبد الكريم بن امحمد:«إن السلامة من الله، وأن السبب فيها هو صاحب الجمال، فهو الذي منعني ونجاني من مخاطر وأهوال الطريق...» ومن ثمة أطلق عليه اسم «منيع» الذي أصبح له لقبا ملازما بمثابة التشريف، وانشق منه اسم القبيلة «ذوي منيع». أوصى الشريف الحسن كذلك قبل وفاته بأن يدفن الحاج عبد الكريم مناع في ضريحه كنوع من رد الجميل.

## مواطن انتشارها
تمتد مناطق انتشارها على جانبي الحدود المغربية الجزائرية بين تاغيث ومنطقة تافيلالت، تتركز القبيلة أساساً في العبادلة بوادي قير القنادسة بشار. أصبحت بارزة في المنطقة بعد توسعها شرقا حوالي القرن 17 لا سيما على حساب الغنانمة.

## بطونها
مثل العديد من قبائل المنطقة هي مقسمة إلى «خمسة أخماس» تنتسب إلى سلف مشترك هو الحاج عبد الكريم (منيع) بن امحمد وفقا لدان (1977)، وهي:
- أولاد سليمان
  - أولاد يوسف
    - أولاد عايد
    - أولاد سعيدان
    - مارغبين (مأصلين من المرابطين)
    - الهواشين
    - المرابطين
    - أولاد عمور
      - العوامر
      - الذيابات
      - الهوامل

  - أولاد جلول
    - المساعدة
      - أولاد الشيخ محمد
      - أولاد عيسى (الحساسنة)
      - أولاد زيان (أولاد طالب بن محمد)
      - أولاد بوطيب
      - أولاد أحمد بن مبارك
      - الحمامدة
      - الحشالفة
      - الشوافة
      - الدورمة

    - الرحامنة
      - أولاد بن ناصر
      - الشبان
      - موابيب
      - المعاتيق

    - أولاد رزاق
      - أولاد العريبي بن حموا
      - أولاد منصور
      - أولاد بوبكر
      - العليلات
      - أولاد مزوري
      - أولاد ليتيم

  - الأدارسة
    - الغيوت
    - أولاد علي (من عرش الأدارسة)
    - أولاد رزوق
    - أولاد نصير
    - تلالسة
- أولاد بوعنان
  - العبادلة
  - أولاد يعيش
  - السوالم
  - الذيابة
  - أولاد عبد الواحد
  - الخويسيين
  - البقارا..ابن يامين
- أولاد بلقيس
  - أولاد حموا
  - أولاد علي (ابن بلقيس)
  - أولاد عيسى
  - أولاد جابر
  - سنينات
  - أولاد يعقوب
  - المطران
  - أولاد سيدي بوزيان
  - أولاد العوفي

## عادات وتقاليد
تشتهر قبيلة ذوي منيع برقصة فلكلورية مميزة تسمى «هوبي» وهي أحد التعبير الثقافي وتشبه هذه الرقصة الكثير من الرقصات الشعبية المرتبطة باحتفاليات الزواج في كثير من البلدان لكنها تحمل الكثير من الخصوصية كذلك والتي اكتسبتها عبر مراحل التاريخ الطويل، أما سبب تسمية الرقصة بـ «هوبي» فذلك لأن الكلمة تتردد كثيراً أثناء الرقص ويبقى واضعها مجهولاً حتى اليوم.